# 水沼貴史
水沼 貴史（みずぬま たかし、1960年5月28日 - ）は、埼玉県浦和市（現：さいたま市浦和区）出身の元プロサッカー選手、サッカー指導者（JFA 公認S級コーチ）、サッカー解説者。現役時代のポジションはフォワード、ミッドフィールダー。元日本代表。
Jリーグ発足前に、人気が低迷していた日本サッカー界を支えた人物の一人。
長男の水沼宏太もプロサッカー選手（Aリーグ・ニューカッスル・ユナイテッド・ジェッツ所属）。

## 選手経歴
本太少年団でプレーし、浦和市立本太中学校（現：さいたま市立本太中学校）では3年生の時に全国制覇。その後進学した浦和市立南高等学校（現：さいたま市立浦和南高等学校）では、名将・松本暁司監督の指導の下で1年次からレギュラーに定着。全国高等学校サッカー選手権大会決勝では静岡学園高等学校を破って優勝。
卒業後は法政大学に入学しサッカー部に所属。総理大臣杯を2度制した。その後、関東大学サッカーリーグ2部へ降格するが、4年次に自らのゴールで1部復帰を果たした。
1979年にはU-20サッカー日本代表として、日本で開催されたFIFAワールドユース選手権に出場。1次リーグ最終戦となったメキシコ戦でチーム唯一の得点を記録している。
1983年に日産自動車サッカー部へ入部。主戦場の右ウイングには日本代表の木村和司がいたが、加茂周監督が木村を攻撃的MFにコンバートし、水沼が右ウイングのポジションでレギュラーを獲得、1983年、1985年の天皇杯優勝を始め、1988-89、1989-90シーズンの2年連続三冠に貢献するなど、金田喜稔、木村和司らと共に日産の黄金期を築いた。なお、水沼は、Jリーグ以外の各カテゴリー（小中高大、社会人）の全国大会で優勝を経験した数少ない選手である。1989年元日、第68回天皇杯全日本サッカー選手権大会決勝のフジタ戦では先制ゴールを挙げて勝利に貢献した。1991年、これまでレギュラーを務めてきたが、前期リーグ戦でチームは低迷したため、後期のリーグ戦ではオスカー監督の決断でベンチ要員となることもあった。
日本代表としては、1984年3月8日のブルネイ戦で代表デビュー、同年の9月30日、日韓定期戦にて挙げたAマッチ初ゴールはこの試合の決勝点となり、アウェーで初めて韓国を下す歴史的な勝利に貢献。1986 FIFAワールドカップ・アジア予選では1次予選第4節のシンガポール戦で決勝点となった先制ゴールを、2次予選の香港戦第1戦でゴールを挙げ、最終予選進出に貢献したが、最終予選の韓国戦第1戦では先発フル出場したが決定的な仕事が出来ず1-2と敗れ、第2戦ではベンチ外となり、チームは0-1と敗れ、ワールドカップ出場権は得られなかった。1987年のソウルオリンピック予選ではトップ下を任され、アウェー中国戦で、原博実の決勝ヘディングゴール（1-0で勝利）を演出するなど、本大会出場王手に貢献したが、引き分けでもオリンピック出場権が得られるホームでの第2戦で0-2と敗れ本大会出場はならなかった。1989年の1990 FIFAワールドカップ・アジア1次予選では初戦の香港戦、第2戦のインドネシア戦では僅かな出場時間しか得られなかったが、北朝鮮との第3戦で先発起用されると0-1から同点ゴールを挙げ、2-1での勝利に貢献した。1989年8月4日、エヴァートンとの親善試合に出場してゴールを挙げたが、この試合が代表最後の試合となった。
1992年の天皇杯1回戦、金沢クラブとの対戦ではハットトリックを決めた。1993年元旦の決勝、読売戦では先制ゴールを決めて優勝に貢献した。5月15日、Jリーグ開幕戦となったヴェルディ川崎戦に先発出場、マリノスの決勝点に繋がるシュートを放つなど、勝利に貢献、11月17日、セカンドステージ第13節のガンバ大阪戦でJリーグ初ゴールを決めると、続く11月21日、第14節のサンフレッチェ広島戦では決勝点を挙げて2試合連続で得点を記録した。12月1日、第16節の名古屋グランパス戦のゴールはJリーグ500ゴール目のメモリアルゴールとなった。
翌1994年は第4節のヴェルディ戦でゴールを挙げて勝利に貢献、第7節のジェフ市原戦でゴールを決めたが、これが現役最後のゴールとなった。セカンドステージからはベンチスタートあるいはベンチ外となるなど、15試合、2得点に終わった。
1995年、自らの希望でチームとの契約を半年間だけ結び、1stステージの開幕戦鹿島アントラーズ戦で先発し51分までプレーしたが(この試合が現役最後の試合となった。)、この試合で負傷したこともあり、以降ホルヘ・ソラリ監督の下では出場機会が訪れず、また後任の早野宏史監督から引退を勧める様な言葉をかけられたこと、マリノスの選手として引退したいという希望もあり、引退を決めた。1995年7月30日に木村和司の引退試合に出場、この試合は水沼にとっても事実上の引退試合となり、翌日には正式に引退を表明した。奇しくも、この年の横浜マリノスは、サントリーシリーズで初のステージ優勝を果たすと、Jリーグチャンピオンシップでヴェルディ川崎と争い、Jリーグ発足後初めて年間チャンピオンになった。

## 引退後
現役時代から、ゲストとして試合の解説を務めることもあったが、引退後はサッカー解説者として活動、また1996年から2006年1月までTBS『スーパーサッカー』（現役選手だった第2回放送でゲスト出演歴がある）のご意見番役として出演。また『ニュースの森』毎週月曜日に「ワールドサッカーパラダイス」のコーナーも担当した他、昼のワイドショー番組『ジャスト』の月曜日コメンテーターとしても出演していた。テレビ神奈川、ニッポン放送サッカー解説者で、2006年1月までテレビ神奈川では『キックオフ!!F・マリノス』のパーソナリティーも務めていた。また2002年10月から2003年3月にはTBSラジオ『水沼貴史のスポーツボンバー!』等も担当した。2003年から2005年までは、母校の法政大学コーチとして後輩を指導した。また2004年にS級ライセンスを取得した。
2006年2月1日から2007年1月31日の1年契約で、横浜F・マリノストップチームのコーチに就任。それに伴い、『スーパーサッカー』『キックオフ!!F・マリノス』の両番組は降板（卒業）となった。さらに2006年8月24日には成績不振で辞任した岡田武史の後を受け、監督に就任。J2降格は免れたが、具体的な戦略がない状態での就任という事もあって不振は続き、天皇杯終了後に辞任する事が決定した。2007年は再び横浜F・マリノスのコーチに就任したが1年で退任となった。なお、マリノス出身の元選手が横浜F・マリノスの監督になったのは、水沼が初めてであった。
2008年2月、法政大学体育会サッカー部のコーチに再び就任する事が発表された。
2010年2月、東京23サッカークラブのテクニカルアドバイザーを務めている。
その他、スカパー!、J SPORTSなどでサッカー解説、夕刊フジに毎週土曜（日曜付け）のコラム「蹴球7Days」、NumberWebで「水沼貴史のNice Middle!」を執筆
2012年1月22日、松田直樹メモリアルゲームにて、横浜F・マリノス・OBの監督を務めた。
2020年3月8日、蹴球メガネーズとして北條聡、川端暁彦と共にYouTube登録。『水沼貴史のウィキペディア検証』企画を不定期更新。

## プレースタイル
高い技術と優れたサッカーセンスを持ち、相手の意表をつく独特のプレーと、ドリブルを武器に活躍した。また、重要な局面で得点を奪うことも多く、特にボレーシュートを得意としていた。

## 所属クラブ

### 現役時代
- 1976年 - 1978年 浦和市立南高等学校
- 1979年 - 1982年 法政大学
- 1983年 - 1992年 日産自動車
- 1993年 - 1995年 横浜マリノス

### 指導者時代
- 2003年 - 2005年 法政大学：コーチ
- 2006年 - 2007年 横浜F・マリノス
  - 2006年2月 - 8月：コーチ
  - 2006年8月 - 12月：監督
  - 2007年：コーチ
- 2008年 - 法政大学：コーチ

## 個人成績
| 国内大会個人成績 | 国内大会個人成績 | 国内大会個人成績 | 国内大会個人成績 | 国内大会個人成績 | 国内大会個人成績 | 国内大会個人成績 | 国内大会個人成績       | 国内大会個人成績 | 国内大会個人成績 | 国内大会個人成績 | 国内大会個人成績 |
| 年度             | クラブ           | 背番号           | リーグ           | リーグ戦         | リーグ戦         | リーグ杯         | リーグ杯               | オープン杯       | オープン杯       | 期間通算         | 期間通算         |
| 年度             | クラブ           | 背番号           | リーグ           | 出場             | 得点             | 出場             | 得点                   | 出場             | 得点             | 出場             | 得点             |
| 日本             | 日本             | 日本             | 日本             | リーグ戦         | リーグ戦         | JSL杯/ナビスコ杯 | JSL杯/ナビスコ杯       | 天皇杯           | 天皇杯           | 期間通算         | 期間通算         |
| ---------------- | ---------------- | ---------------- | ---------------- | ---------------- | ---------------- | ---------------- | ---------------------- | ---------------- | ---------------- | ---------------- | ---------------- |
| 1983             | 日産             | 12               | JSL1部           | 12               | 3                | 4                | 0                      | 5                | 2                | 21               | 5                |
| 1984             | 日産             | 12               | JSL1部           | 17               | 8                | 0                | 0                      | 4                | 3                | 21               | 11               |
| 1985             | 日産             | 12               | JSL1部           | 22               | 3                | 4                | 2                      | 5                | 4                | 31               | 9                |
| 1986-87          | 日産             | 12               | JSL1部           | 22               | 3                | 5                | 2                      | 4                | 3                | 31               | 8                |
| 1987-88          | 日産             | 8                | JSL1部           | 22               | 7                | 1                | 0                      | 3                | 2                | 26               | 9                |
| 1988-89          | 日産             | 8                | JSL1部           | 20               | 4                | 5                | 7                      | 4                | 2                | 29               | 13               |
| 1989-90          | 日産             | 8                | JSL1部           | 16               | 2                | 4                | 2                      | 2                | 0                | 22               | 4                |
| 1990-91          | 日産             | 8                | JSL1部           | 10               | 1                | 4                | 0                      | 5                | 2                | 19               | 3                |
| 1991-92          | 日産             | 8                | JSL1部           | 20               | 2                | 3                | 0                      |                  | 0                |                  | 2                |
| 1992             | 横浜M            | -                | J                | -                | -                | 3                | 0                      | 5                | 4                | 8                | 4                |
| 1993             | 横浜M            | -                | J                | 26               | 3                | 3                | 0                      | 4                | 3                | 33               | 6                |
| 1994             | 横浜M            | -                | J                | 15               | 2                | 1                | 0                      | 1                | 0                | 17               | 2                |
| 1995             | 横浜M            | -                | J                | 1                | 0                | -                | -                      | -                | -                | 1                | 0                |
| 通算             | 日本             | 日本             | J                | 42               | 5                | 7                | 0                      | 10               | 7                | 59               | 12               |
| 通算             | 日本             | 日本             | JSL1部           | 161              | 33               | 30               | 13\|\|\|\|18\|\|\|\|64 |                  |                  |                  |                  |
| 総通算           | 総通算           | 総通算           | 総通算           | 203              | 38               | 37               | 13\|\|\|\|25\|\|\|\|76 |                  |                  |                  |                  |

- JSL東西対抗戦（オールスターサッカー）7回出場：1983年、1984年、1986年、1987年、1988年、1989年、1991年
- JSL東西対抗戦（オールスターサッカー）1得点：1988年

その他の公式戦
- 1990年
  - コニカカップ 6試合1得点
- 1991年
  - コニカカップ 7試合2得点
- 1992年
  - ゼロックス・チャンピオンズ・カップ 1試合0得点

## 代表歴

### 試合数
- 国際Aマッチ 32試合 7得点(1984-1989)

| 日本代表 | 国際Aマッチ | 国際Aマッチ | その他 | その他 | 期間通算 | 期間通算 |
| 年       | 出場        | 得点        | 出場   | 得点   | 出場     | 得点     |
| -------- | ----------- | ----------- | ------ | ------ | -------- | -------- |
| 1984     | 5           | 1           | 2      | 1      | 7        | 2        |
| 1985     | 8           | 3           | 5      | 1      | 13       | 4        |
| 1986     | 0           | 0           | 1      | 0      | 1        | 0        |
| 1987     | 8           | 2           | 9      | 3      | 17       | 5        |
| 1988     | 3           | 0           | 14     | 3      | 17       | 3        |
| 1989     | 8           | 1           | 5      | 1      | 13       | 2        |
| 通算     | 32          | 7           | 36     | 9      | 68       | 16       |

### 出場
| No. | 開催日         | 開催都市         | スタジアム                         | 対戦相手       | 結果 | 監督     | 大会               |
| --- | -------------- | ---------------- | ---------------------------------- | -------------- | ---- | -------- | ------------------ |
| 1.  | 1984年04月18日 | シンガポール     |                                    | マレーシア     | ●1-2 | 森孝慈   | オリンピック予選   |
| 2.  | 1984年04月21日 | シンガポール     |                                    | イラク         | ●1-2 | 森孝慈   | オリンピック予選   |
| 3.  | 1984年04月26日 | シンガポール     |                                    | カタール       | ●1-2 | 森孝慈   | オリンピック予選   |
| 4.  | 1984年05月31日 | 埼玉県           | さいたま市大宮公園サッカー場       | 中華人民共和国 | ○1-0 | 森孝慈   | ジャパンカップ     |
| 5.  | 1984年09月30日 | ソウル           |                                    | 韓国           | ○2-1 | 森孝慈   | 日韓定期戦         |
| 6.  | 1985年03月21日 | 東京都           | 国立霞ヶ丘競技場陸上競技場         | 北朝鮮         | ○1-0 | 森孝慈   | ワールドカップ予選 |
| 7.  | 1985年04月30日 | 平壌             |                                    | 北朝鮮         | △0-0 | 森孝慈   | ワールドカップ予選 |
| 8.  | 1985年05月18日 | 東京都           | 国立霞ヶ丘競技場陸上競技場         | シンガポール   | ○5-0 | 森孝慈   | ワールドカップ予選 |
| 9.  | 1985年05月26日 | 東京都           | 国立霞ヶ丘競技場陸上競技場         | ウルグアイ     | ●1-4 | 森孝慈   | キリンカップ       |
| 10. | 1985年06月04日 | 愛知県           | 名古屋市瑞穂公園陸上競技場         | マレーシア     | ○3-0 | 森孝慈   | キリンカップ       |
| 11. | 1985年08月11日 | 愛知県           | 神戸総合運動公園ユニバー記念競技場 | 香港           | ○3-0 | 森孝慈   | ワールドカップ予選 |
| 12. | 1985年09月22日 | 香港             |                                    | 香港           | ○2-1 | 森孝慈   | ワールドカップ予選 |
| 13. | 1985年10月26日 | 東京都           | 国立霞ヶ丘競技場陸上競技場         | 韓国           | ●1-2 | 森孝慈   | ワールドカップ予選 |
| 14. | 1987年05月27日 | 広島県           | 広島県総合グランドメインスタジアム | セネガル       | △2-2 | 石井義信 | キリンカップ       |
| 15. | 1987年06月14日 | シンガポール     |                                    | シンガポール   | ○1-0 | 石井義信 | オリンピック予選   |
| 16. | 1987年09月02日 | バンコク         |                                    | タイ           | △0-0 | 石井義信 | オリンピック予選   |
| 17. | 1987年09月15日 | 東京都           | 国立霞ヶ丘競技場陸上競技場         | ネパール       | ○5-0 | 石井義信 | オリンピック予選   |
| 18. | 1987年09月18日 | 東京都           | 国立霞ヶ丘競技場陸上競技場         | ネパール       | ○9-0 | 石井義信 | オリンピック予選   |
| 19. | 1987年09月26日 | 東京都           | 国立霞ヶ丘競技場陸上競技場         | タイ           | ○1-0 | 石井義信 | オリンピック予選   |
| 20. | 1987年10月04日 | 広州             |                                    | 中華人民共和国 | ○1-0 | 石井義信 | オリンピック予選   |
| 21. | 1987年10月26日 | 東京都           | 国立霞ヶ丘競技場陸上競技場         | 中華人民共和国 | ●0-2 | 石井義信 | オリンピック予選   |
| 22. | 1988年02月02日 | マスカット       |                                    | オマーン       | △1-1 | 横山謙三 | 国際親善試合       |
| 23. | 1988年06月02日 | 愛知県           | 名古屋市瑞穂公園陸上競技場         | 中華人民共和国 | ●0-3 | 横山謙三 | キリンカップ       |
| 24. | 1988年10月26日 | 東京都           | 国立霞ヶ丘競技場陸上競技場         | 韓国           | ●0-1 | 横山謙三 | 日韓定期戦         |
| 25. | 1989年05月10日 | 東京都           | 国立西が丘サッカー場               | 中華人民共和国 | △2-2 | 横山謙三 | 国際親善試合       |
| 26. | 1989年05月22日 | 香港             |                                    | 香港           | △0-0 | 横山謙三 | ワールドカップ予選 |
| 27. | 1989年05月28日 | インドネシア     |                                    | インドネシア   | △0-0 | 横山謙三 | ワールドカップ予選 |
| 28. | 1989年06月04日 | 東京都           | 国立霞ヶ丘競技場陸上競技場         | 北朝鮮         | ○2-1 | 横山謙三 | ワールドカップ予選 |
| 29. | 1989年06月11日 | 東京都           | 国立西が丘サッカー場               | インドネシア   | ○5-0 | 横山謙三 | ワールドカップ予選 |
| 30. | 1989年06月18日 | 愛知県           | 神戸総合運動公園ユニバー記念競技場 | 香港           | △0-0 | 横山謙三 | ワールドカップ予選 |
| 31. | 1989年06月25日 | 平壌             |                                    | 北朝鮮         | ●0-2 | 横山謙三 | ワールドカップ予選 |
| 32. | 1989年07月23日 | リオデジャネイロ |                                    | ブラジル       | ●0-1 | 横山謙三 | 国際親善試合       |

### 得点数
| # | 年月日        | 開催地           | 対戦国                 | スコア | 結果 | 試合概要                            |
| - | ------------- | ---------------- | ---------------------- | ------ | ---- | ----------------------------------- |
| 1 | 1984年9月30日 | 大韓民国、ソウル | 韓国                   | 2-1    | 勝利 | 日韓定期戦                          |
| 2 | 1985年5月18日 | 日本、東京       | シンガポール           | 5-0    | 勝利 | 1986 FIFAワールドカップ・アジア予選 |
| 3 | 1985年6月4日  | 日本、名古屋     | マレーシア             | 3-0    | 勝利 | キリンカップ                        |
| 4 | 1985年8月11日 | 日本、神戸       | 香港                   | 3-0    | 勝利 | 1986 FIFAワールドカップ・アジア予選 |
| 5 | 1987年6月14日 | シンガポール     | シンガポール           | 1-0    | 勝利 | ソウル五輪予選                      |
| 6 | 1987年9月26日 | 日本、東京       | タイ                   | 1-0    | 勝利 | ソウル五輪予選                      |
| 7 | 1989年6月4日  | 日本、東京       | 朝鮮民主主義人民共和国 | 2-1    | 勝利 | 1990 FIFAワールドカップ・アジア予選 |

## 獲得タイトル

### 学生時代
- 第6回全国中学校サッカー大会優勝（1975年） -浦和市立本太中学校 (現：さいたま市立本太中学校)
- 第55回全国高等学校サッカー選手権大会優勝（1976年）- 浦和市立南高等学校 (現：さいたま市立浦和南高等学校)
- 第4回、第6回総理大臣杯全日本大学サッカートーナメント優勝（1980年、1982年）- 法政大学

### 日産自動車/マリノス
- 天皇杯 (1984年、1986年、1989年、1990年、1992年、1993年)

- 日本サッカーリーグ (1988-89年、1989-90年)
- JSLカップ (1988年、1989年、1990年)
- アジアカップウィナーズカップ (1991-92年)

### 個人タイトル
- アシスト王 (1986-87年、17アシスト)

## 監督成績
| 年度   | 所属   | クラブ | リーグ戦 | リーグ戦 | リーグ戦 | リーグ戦 | リーグ戦 | リーグ戦 | カップ戦   | カップ戦 |
| 年度   | 所属   | クラブ | 順位     | 試合     | 勝点     | 勝利     | 引分     | 敗戦     | ナビスコ杯 | 天皇杯   |
| ------ | ------ | ------ | -------- | -------- | -------- | -------- | -------- | -------- | ---------- | -------- |
| 2006   | J1     | 横浜FM | 9位      | 15       | 22 (45)  | 7        | 1        | 7        | ベスト4    | ベスト8  |
| J1通算 | J1通算 | J1通算 | -        | 15       | -        | 7        | 1        | 7        |            |          |

- 2006年は8月からの就任 (カッコ内はシーズン通算の勝点、ナビスコ杯の指揮は準決勝のみ。)

## 書籍
- 『ゴール! サッカーがわかる シュートがきまる』（2000年5月、講談社、エーリッヒ・バリンガー著）ISBN 978-4062102223 - 日本語版監修
- 『サッカー攻めのスーパーテクニック 読めばグングン上手くなる!』（2003年1月、実業之日本社）ISBN 978-4408395142
- 『目指せ! キックの達人 中学・高校生のためのサッカースキルアップバイブル』（2009年6月、ベースボール・マガジン社）ISBN 978-4583616117 - 解説